# 중앙경찰서 (삿포로시)

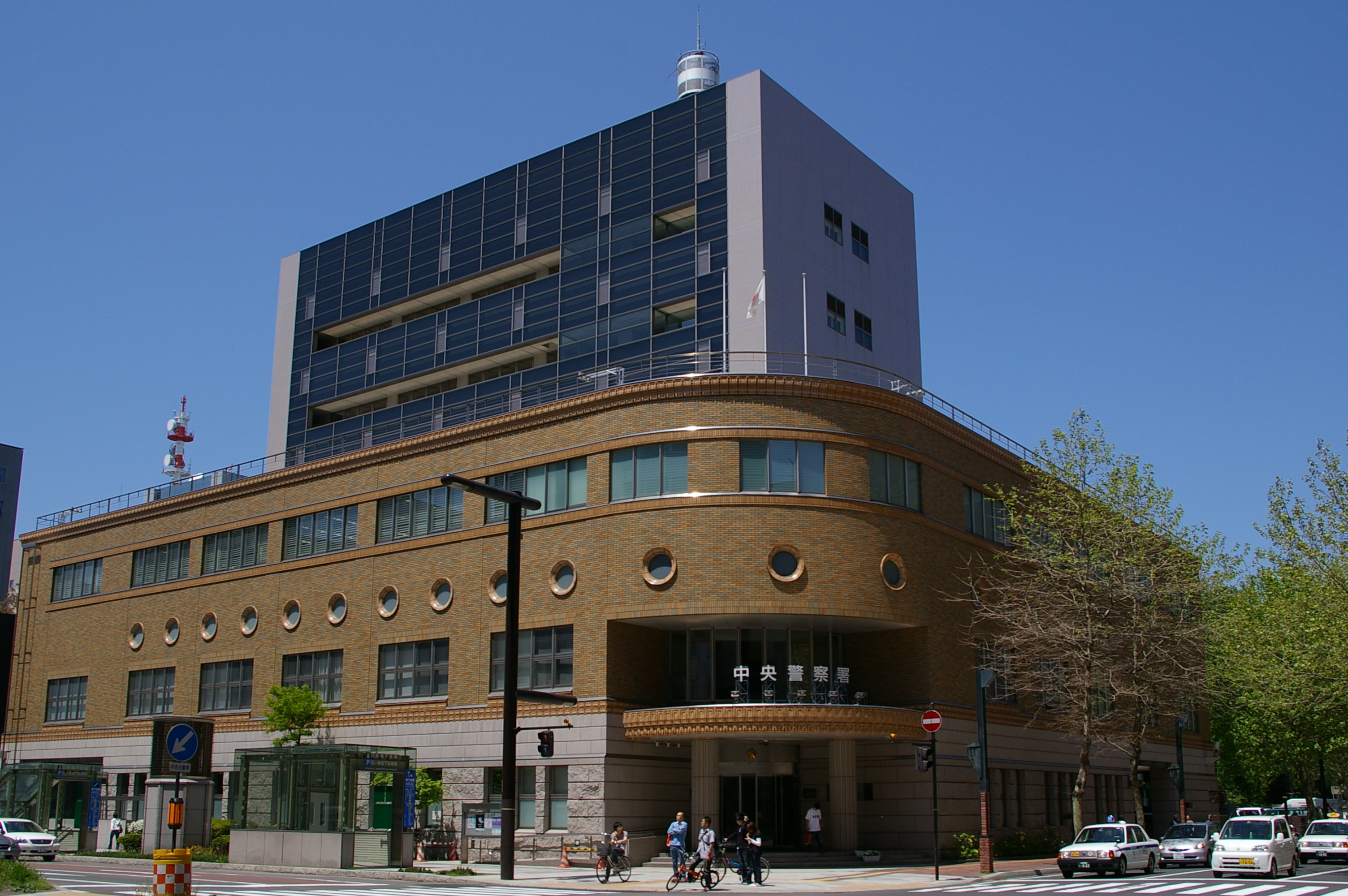
홋카이도 중앙경찰서

중앙경찰서(일본어: 中央警察署 주오케사쓰쇼[*])는 홋카이도 삿포로시 주오구에 위치한 경찰서이다. 홋카이도 경찰이 관할한다.